# KK Stoja Pula
Košarkaški klub Stoja (KK Stoja) je muški košarkaški klub iz Pule, osnovan 1976. godine. Tijekom svoje povijesti klub je imao važnu ulogu u razvoju košarke na području grada Pule i Istarske županije. 
Danas klub okuplja više uzrasnih kategorija, a seniorska momčad natječe se u A-2 ligi Zapad.

## Povijest kluba

### Osnutak i prvi koraci (1976. – 1980.)
Klub je osnovan u svibnju 1976. godine kao Omladinski košarkaški klub Stoja (OKK Stoja), prema pulskom naselju Stoja. Osnivači kluba bili su: Igor Černe, Valter Grubišić, Boris Kalčić, Bruna Melon, Danijel Melon, Ivan Melon, Davor Mišković, Boris Nefat, Edi Sanković, Toni Smoljan, Darko Tićak, Davor Vrčić i Veljko Zenzerović.
Za prvog predsjednika izabran je Mensud Altić, dok je funkciju tajnika obnašao Marjan Licul. Klub je započeo s radom na otvorenom terenu Osnovne škole Stoja (tada OŠ "Vladimir Gortan"), uz podršku škole i tadašnjeg ravnatelja Miljenka Ničetića. Prvi trener bio je Edi Sanković, a klub se uključio u natjecanja Međuopćinske lige Istre.

### Razvoj i reorganizacija (1981. – 1990.)
Tijekom 1980-ih klub prolazi kroz razdoblje reorganizacije, posebice nakon odlaska ključnih igrača u KK Puljanka. Nova uprava pod vodstvom Saše Dadića i tajnika Branka Nikolića unosi svježu strukturu u rad kluba, uključujući izradu novog statuta, osnivanje stručnih tijela i komisija.
U tom razdoblju klub bilježi brojne uspjehe, uključujući plasman seniorske momčadi u Hrvatsku ligu u sezoni 1984./85., što je u tadašnjem kontekstu bilo ekvivalentno drugoj ligi. Također se ističe juniorska ekipa koja 1988. godine zauzima osmo mjesto na prvenstvu Hrvatske.

### Stagnacija i ratno razdoblje (1990. – 1995.)
Početkom 1990-ih klub ulazi u fazu stagnacije zbog brojnih izazova – Domovinski rat, financijski problemi, nedostatk infrastrukture, odlazaka igrača te prekid rada ženske sekcije. 

### Obnova i suvremeno razdoblje (1995. – danas)
Nakon kraće stanke, klub ponovno aktivira svoje aktivnosti 1995. godine, zahvaljujući inicijativi Deana Dejanovića i Valtera Kolića, te podršci Davora Miškovića. Klub tada djeluje pod nazivom KK Stoja – udruženje građana i donosi novi statut.
Škola košarke ponovno se aktivira, a treninzi se organiziraju za sve uzraste, uključujući pionire, kadete i seniore. Klub surađuje sa Savezom športskih udruga grada Pule i tajnikom gospodinom Brankom Uležićem, a treninzi se odvijaju uz pomoć bivših igrača i trenera, uključujući Dejana Dejanovića, Valtera Kolića, Edija Sankovića i druge.
KK Stoja i dalje djeluje kao važan sportski kolektiv u Puli, s naglaskom na rad s mladima i promociju košarke. Klub je poznat po svom entuzijazmu, otvorenosti i kontinuitetu u radu, te se nastoji razvijati uz potporu lokalne zajednice i sportskih saveza.

## Uspjesi
A-2 liga – Zapad 
- prvak: 2015./16., 2021./22.[3] (plasman u Prvu ligu[4])
- doprvak: 2012./13., 2013./14., 2019./20.

B-1 liga – Zapad
- prvak: 2003./04.
- doprvak: 2009./10.

## Poznati igrači
- Sandro Nicević
- Toni Perković[5]
- Gregor Belina[6]

## Poznati treneri
- Jernej Ante Valentinčič[7]

## Unutrašnje poveznice
- Pula
- KK Istra Pula
- KK Pula 1981

## Vanjske poveznice
- kk-stoja.hr – službene stranice
- valiandry2.wixsite.com/kk-stoja
- Košarkaški Klub Stoja – Pula, facebook stranica
- eurobasket.com, KK Stoja Pula
- ksiz.hr, Košarkaški savez Istarske županije, Stoja  Arhivirana inačica izvorne stranice od 6. kolovoza 2020. (Wayback Machine)
- sportilus.com, KOŠARKAŠKI KLUB STOJA – PULA
- basketball.hr, KK Stoja
- bisnode.hr, KOŠARKAŠKI KLUB "STOJA" – PULA  Arhivirana inačica izvorne stranice od 20. veljače 2021. (Wayback Machine)